# Охрана труда за компьютером

## Законодательные акты
В Российской Федерации вопросы, относящиеся к организации и охране труда при работе за компьютером, регулируются:
- Трудовым кодексом  Архивная копия от 17 июня 2015 на Wayback Machine,
- «Типовой инструкцией по охране труда при работе на персональном компьютере» (ТОИ Р-45-084-01) Архивная копия от 1 июля 2015 на Wayback Machine.

Ранее так же действовали «Гигиенические требования к персональным электронно-вычислительным машинам и организации работы» (СанПиН 2.2.2/2.4.1340-03), однако согласно постановлению Правительства Российской Федерации от 08.10.2020 N 1631 Архивная копия от 18 ноября 2020 на Wayback Machine – данные требования утратили силу.

## Компьютер в офисе
В современной жизни компьютер широко применяется в жизни человека: и дома, и в офисе, и в магазине, и в производстве, и даже в бытовой технике — другими словами, компьютеры прочно вошли в повседневную жизнь людей и их использование постоянно увеличивается.
Не секрет, что и в офисах компьютеры в основном используются как вспомогательные средства обработки информации, и такое введение компьютерных технологий принципиально изменило характер труда офисных работников и требования к организации и охране труда.
Несоблюдение требований безопасности приводит к тому, что при работе за компьютером сотрудник может ощущать дискомфорт: возникают головные боли и резь в глазах, появляются усталость и раздражительность. У некоторых людей нарушается сон, аппетит, ухудшается зрение, начинают болеть руки, шея, поясница и тому подобное. При ненормированной работе возможно нервное истощение.
По проведенным исследованиям, одной из причин плохого самочувствия пользователей ПЭВМ является пульсация яркости изображения на экране монитора. Пульсация яркости вызвана особенностью работы подсветки плоских мониторов.В настоящий момент этот параметр не нормируется, но его влияние имеет тот же эффект, что и пульсация общего и местного освещения.
Отметим, что:
- Не рекомендуется работать за компьютером более 6 часов за смену[1];
- рекомендуется делать перерывы в работе за ПК продолжительностью 10 минут через каждые  50 минут работы;
- продолжительность непрерывной работы за компьютером без регламентированного перерыва не должна превышать 2 часов;
- во время регламентированных перерывов целесообразно выполнять комплексы упражнений;
- при нерегламентированной работе повышенной интенсивности возможны головные боли, нервные срывы и др.

## Рабочее место
Площадь рабочего места пользователя ПК с ЭЛТ-дисплеем должна составлять не менее 6 м2, для ПК с плоским дисплеем - 4,5 м2 (объемные нормы на одного человека - не менее 20 м3 Архивная копия от 1 июля 2016 на Wayback Machine). В помещениях должна проводиться ежедневная влажная уборка и систематическое проветривание после каждого часа работы. Шумящее оборудование (печатающие устройства, сканеры, серверы и тому подобные), уровни шума которого превышают нормативные, должно размещаться вне рабочих мест сотрудников. 
Важно, чтобы офисный работник сидя за компьютером находился за хорошо освещённым рабочим столом. Чаще всего именно плохое освещение рабочего места оказывает более пагубное для зрения влияние, чем сам факт нахождения за компьютером.
Рабочие столы следует размещать таким образом, чтобы мониторы были ориентированы боковой стороной к световым проемам, чтобы естественный свет падал преимущественно слева.
При размещении рабочих мест расстояние между рабочими столами должно быть не менее 2,0 м, а расстояние между боковыми поверхностями видеомониторов — не менее 1,2 м.
Конструкция рабочего стола должна обеспечивать оптимальное размещение на рабочей поверхности используемого оборудования. Высота рабочей поверхности стола должна составлять 725 мм, рабочая поверхность стола должна иметь ширину 800..1400 мм и глубину 800..1000 мм. Рабочий стол должен иметь пространство для ног высотой не менее 600 мм, шириной — не менее 500 мм, глубиной на уровне колен — не менее 450 мм и на уровне вытянутых ног — не менее 650 мм.
Конструкция рабочего стула или кресла должна обеспечивать поддержание рациональной рабочей позы работника и позволять изменять позу с целью снижения статического напряжения мышц шейно-плечевой области и спины. Рабочий стул или кресло должны быть подъемно-поворотными, регулируемыми по высоте и углам наклона сиденья и спинки, а также расстоянию спинки от переднего края сиденья, при этом регулировка каждого параметра должна быть независимой, легко осуществляемой и иметь надежную фиксацию.
Клавиатуру следует располагать на поверхности стола на расстоянии 100..300 мм от края, обращенного к пользователю, или на специальной поверхности, отделенной от основной столешницы.
Экран видеомонитора должен находиться от глаз пользователя на расстоянии 600..700 мм, но не ближе 500.